# Kurabiedes
Kurabiedes (ngr. κουραμπιέδες) – greckie maślane ciasteczka bożonarodzeniowe. 
Wykonane z kruchego ciasta, najczęściej z kawałkami migdałów, pokryte cukrem pudrem, obficie sypanym na gorące jeszcze ciastka, skropione też wodą różaną. Niekiedy dodaje się do nich nieco winiaku (Metaxa). Mogą mieć rozmaite kształty: kulek, bryłek, półksiężyców bądź litery S. Zbliżone są do egipskich ciasteczek kahk.